# Quila
Quila är en ort i Mexiko.   Den ligger i kommunen Culiacán och delstaten Sinaloa, i den västra delen av landet, 1 000 km nordväst om huvudstaden Mexico City. Quila ligger 43 meter över havet och antalet invånare är 5 603.
Terrängen runt Quila är platt. Runt Quila är det mycket glesbefolkat, med 6 invånare per kvadratkilometer. Närmaste större samhälle är El Rosario, 19,1 km söder om Quila. Trakten runt Quila består till största delen av jordbruksmark.